# Metrosideros operculata
Metrosideros operculata är en myrtenväxtart som beskrevs av Jacques-Julien Houtou de La Billardière. Metrosideros operculata ingår i släktet Metrosideros och familjen myrtenväxter.
Artens utbredningsområde är Nya Kaledonien.

## Underarter
Arten delas in i följande underarter:
- M. o. francii
- M. o. operculata